# 合気道養心会
合気道養心会 (あいきどうようしんかい)は、東京都練馬区を拠点としている合気道の会派。養神館合気道塩田剛三の高弟、鈴木保が創始した養心館の技の流れを組む。

## 概要
養心流練馬区養心会と言い、養心館と養昭館の総称である。東京合気道連盟の中核として活動していた。鈴木保先生亡き後、門弟の茂野忠昭が館長を務め現在に至る。茂野は、鈴木保先生の命により養心館から分派した養昭館を率い、東京都町田市を拠点として、多摩、相模原、川崎、狭山、沖縄などで活動している。現在では、養心館と養昭館の双方を茂野が統括している。

## 養心流合気道の支部
養昭館系列
相模原支部　川崎支部　多摩支部　狭山支部　町田支部　狭山支部　小山田支部　図師支部　沖縄支部
養心館系列
練馬養心館　合気道養心会　和光養心館　大泉養心館